# Madison Hu
Madison Hu (* 2. Juni 2002 in Longview, Texas) ist eine US-amerikanische Schauspielerin. Bekanntheit erlangte sie hauptsächlich durch ihre Rolle als Marci in der Disney-Serie Best Friends – Zu jeder Zeit.

## Karriere
Madison Hu wurde im texanischen Longview geboren und zog im Alter von zwei Jahren nach Kalifornien, wo sie mit sieben Jahren ihre Schauspielkarriere begann. Ihre erste kleinere Rolle hatte Hu 2013 in der Filmkomödie Bad Words. Von 2015 bis 2016 spielte sie in der Disney-Serie Best Friends – Zu jeder Zeit die Rolle der Marci. Im Jahr 2016 erhielt sie die Hauptrolle als Frankie Wong in der ebenfalls vom Disney Channel produzierten Serie Bizaardvark.

## Filmografie (Auswahl)
- 2013: Bad Words
- 2014: Die Goldbergs (The Goldbergs, Fernsehserie, Episode 2x02)
- 2014: Tosh.0 (Fernsehserie, Episode 6x28)
- 2015: Grace and Frankie (Fernsehserie, Episode 1x07)
- 2015–2016: Best Friends – Zu jeder Zeit (Best Friends Whenever, Fernsehserie, 6 Episoden)
- 2016–2019: Bizaardvark (Fernsehserie, 63 Episoden)
- 2021: Voyagers
- 2023: Night Shift
- 2023: The Boogeyman
- 2024: The Brothers Sun (Fernsehserie)
- 2025: Rosemead